# Hylaeus polybiaeformis
Hylaeus polybiaeformis là một loài Hymenoptera trong họ Colletidae. Loài này được Schrottky mô tả khoa học năm 1907.